# Jean-François d'Estrades
Pour les articles homonymes, voir D'Estrades.
Jean-François d'Estrades , né le 28 février 1647 à Agen et mort le 10 mai 1715 à Passy, est un abbé commendataire et un ambassadeur du royaume de France en Italie.

## Biographie
Jean-François est le deuxième fils du maréchal Godefroi d'Estrades, gouverneur de Maastricht et de sa première épouse Marie de Lailler († janvier 1662). Il est le neveu de Jean d'Estrades, évêque de Périgueux puis évêque de Condom. Né à Agen le 2 février 1647, il commence une carrière de commendataire, « ni meilleur ni plus mauvais que les autres » selon Régis de la Haye. D'abord brièvement prieur du Mont-aux-Malades de 1671-1673 par cession de son oncle, il est ensuite abbé de l'abbaye Saint-Pierre de Moissac, fonction qu'il conserve jusqu'à sa mort.
Il effectue également une carrière de diplomate en Italie pendant une dizaine d'années pour le compte du roi Louis XIV, d'abord ambassadeur auprès de la république de Venise (1676-1678) puis à la cour de Savoie-Piémont à Turin (1679-1685). À la mort de son oncle, il reçoit également l'abbaye Saint-Melaine à Rennes. À la fin de sa vie, il se retire dans une modeste résidence de Chaillot, où il mène une vie consacrée à la lecture et à l'étude. Il meurt à Passy, près de Paris, le 10 mai 1715 et est inhumé dans l'église du village,.